# Tienshan-Johannisbeere
Die Tienshan-Johannisbeere (Ribes diacanthum) ist ein etwa 2 Meter hoher Strauch mit kleinen, scharlachroten Früchten aus der Familie der Stachelbeergewächse (Grossulariaceae). Das natürliche Verbreitungsgebiet der Art liegt in Asien. Die Art wird nur selten kultiviert.

## Beschreibung
Die Tienshan-Johannisbeere ist ein 1 bis 2 selten bis 3 Meter hoher, aufrechter Strauch mit kahlen Zweigen, die an den Knoten je zwei 3 bis 5 Millimeter lange, feine Stacheln bilden. Die  Internodien sind stachellos oder zeigen verstreut kleinere Stacheln. Die Knospen sind bräunlich, eiförmig, 3 bis 5 Millimeter lang, kahl und spitz. Die Laubblätter haben einen 1 bis 2 Zentimeter langen, kahlen oder selten locker behaarten Blattstiel. Die Blattspreite ist einfach, dreilappig, verkehrt eiförmig bis rhombisch verkehrt-eiförmig, 1,5 bis 3,5 Zentimeter lang und 1 bis 3 Zentimeter breit, kahl, mit keilförmiger Basis. Die Lappen sind tief gesägt und haben spitze oder stumpfe Enden.
Die Blüten sind zweihäusig verteilt. Die  männlichen Blütenstände sind 3 bis 6 Zentimeter lange, nickende Trauben aus 10 bis 20 Blüten. Die weiblichen Blütenstände sind 1 bis 2,5 Zentimeter lang und bestehen aus 10 bis 15 Blüten. Die Blütenstandsspindeln sind locker mit kurzen Drüsenhaaren besetzt. Die Tragblätter sind 4 bis 6 Millimeter lang, kahl, lanzettlich bis zungenförmig und einadrig. Die Blütenstiele sind locker und kurz drüsig behaart und 2 bis 4 Millimeter lang. Der Blütenbecher ist gelblich grün und kahl, 1 bis 1,5 Millimeter lang, mit aufrecht stehenden, eiförmigen bis selten ovalen, 1,5 bis 2 Millimeter langen Zipfeln. Die Kronblätter sind grünlich gelb, keilförmig-rundlich und 0,5 bis 1 Millimeter lang. Die Staubblätter sind etwa gleich lang oder etwas kürzer als die Kronblätter. Der Fruchtknoten ist rundlich und kahl. Der Griffel ist an der Spitze zweigeteilt. Die Früchte sind scharlachrot, rundlich bis eiförmig-rundlich, kahl mit Durchmesser von 5 bis 9 Millimeter. 
Die Tienshan-Johannisbeere blüht von Mai bis Juni, die Früchte reifen von August bis September.
Die Chromosomenzahl beträgt 2n = 16.

## Vorkommen und Standortansprüche
Das natürliche Verbreitungsgebiet liegt in der Republik Burjatien und der Region Transbaikalien in Sibirien, Russland, im Nordosten der Mongolei, in den chinesischen Provinzen Heilongjiang, Jilin und in der Inneren Mongolei und im Norden der Koreanischen Halbinsel. In Manitoba ist die Art verwildert. Die Tienshan-Johannisbeere wächst in Auen und Flussufern unter 1500 Metern Höhe auf mäßig trockenen, frischen bis feuchten, neutralen bis alkalischen, sandig-kiesigen und sehr nährstoffreichen Böden an halbschattigen, kühlen bis kalten Standorten. Die Art ist frosthart.

## Systematik
Die Tienshan-Johannisbeere (Ribes diacanthum) ist eine Art aus der Gattung der Johannisbeeren (Ribes) in der Familie der Stachelbeergewächse (Grossulariaceae). Sie wird in der Untergattung Berisia der Sektion Diacantha zugeordnet. Die Art wurde 1776 von Peter Simon von Pallas erstmals wissenschaftlich beschrieben. Der Gattungsname Ribes leitet sich vom arabischen Namen einer Art der Rhabarber ab. Der Name wurde im Mittelalter wegen des säuerlichen Geschmacks der Beeren, der an den Geschmack des Rhabarbers erinnert, für die Johannisbeeren übernommen.

## Verwendung
Die Tienshan-Johannisbeere wird nur selten kultiviert.

## Nachweise